# Bentley Azure
La Bentley Azure est une automobile produite par le constructeur automobile britannique Bentley de 1995 à 2003 et de 2006 à 2009. La première génération est basée sur la Bentley Continental R (qu'elle remplace et qui était basée sur la plateforme du duo Silver Shadow-T1 des années 1960) et la seconde, sur la Bentley Arnage.

## Première génération (1995–2003)

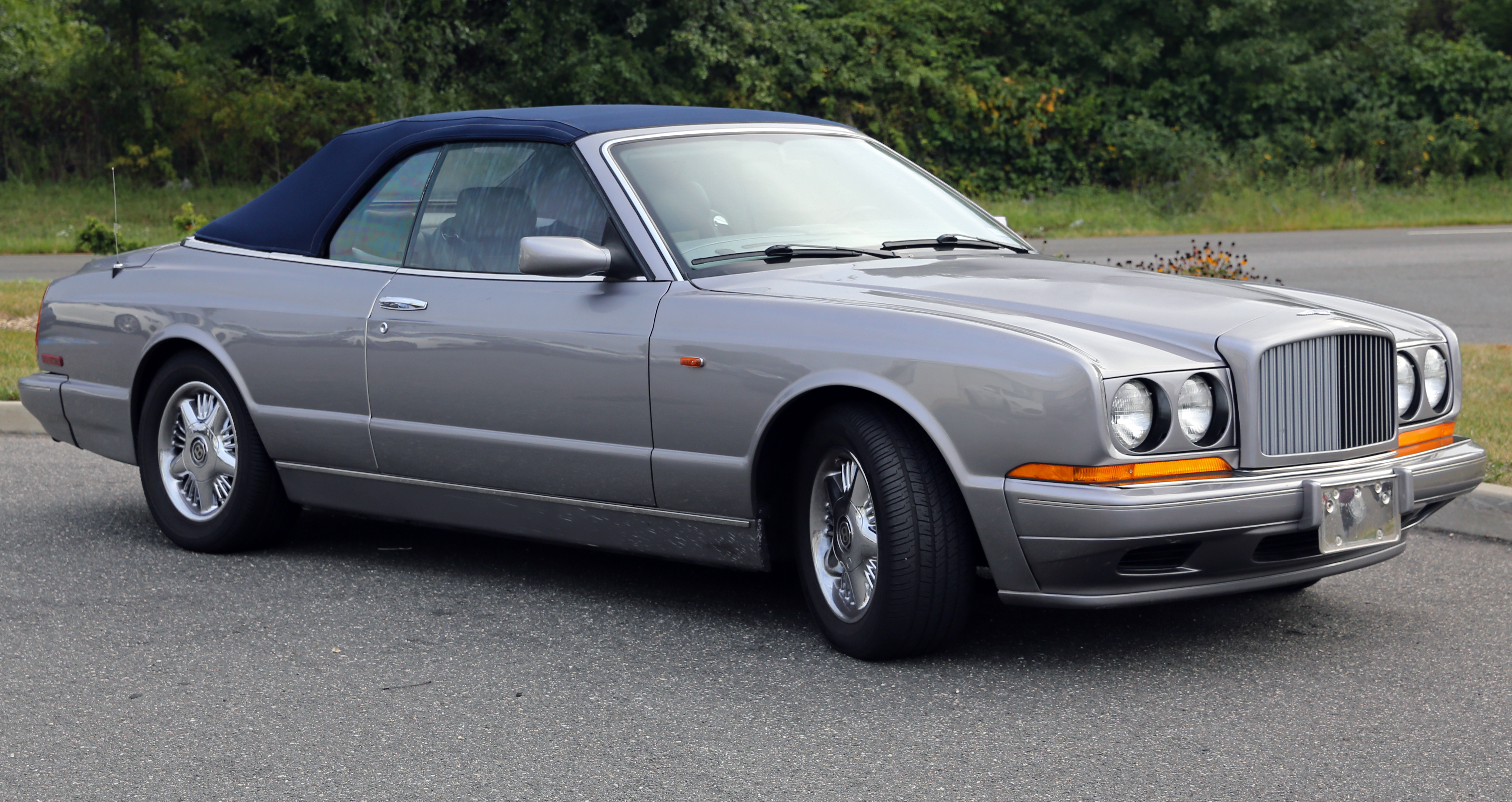
Modèle de 1996.

La Bentley Azure est apparue en 1995. Elle succède à la Bentley Continental et partage comme d'habitude son châssis avec la Rolls-Royce Corniche.
On retrouve sous le capot le sempiternel V8 6,75 L turbocompressé développant environ 400 chevaux. 
En 1998, elle a bénéficié d'un restylage

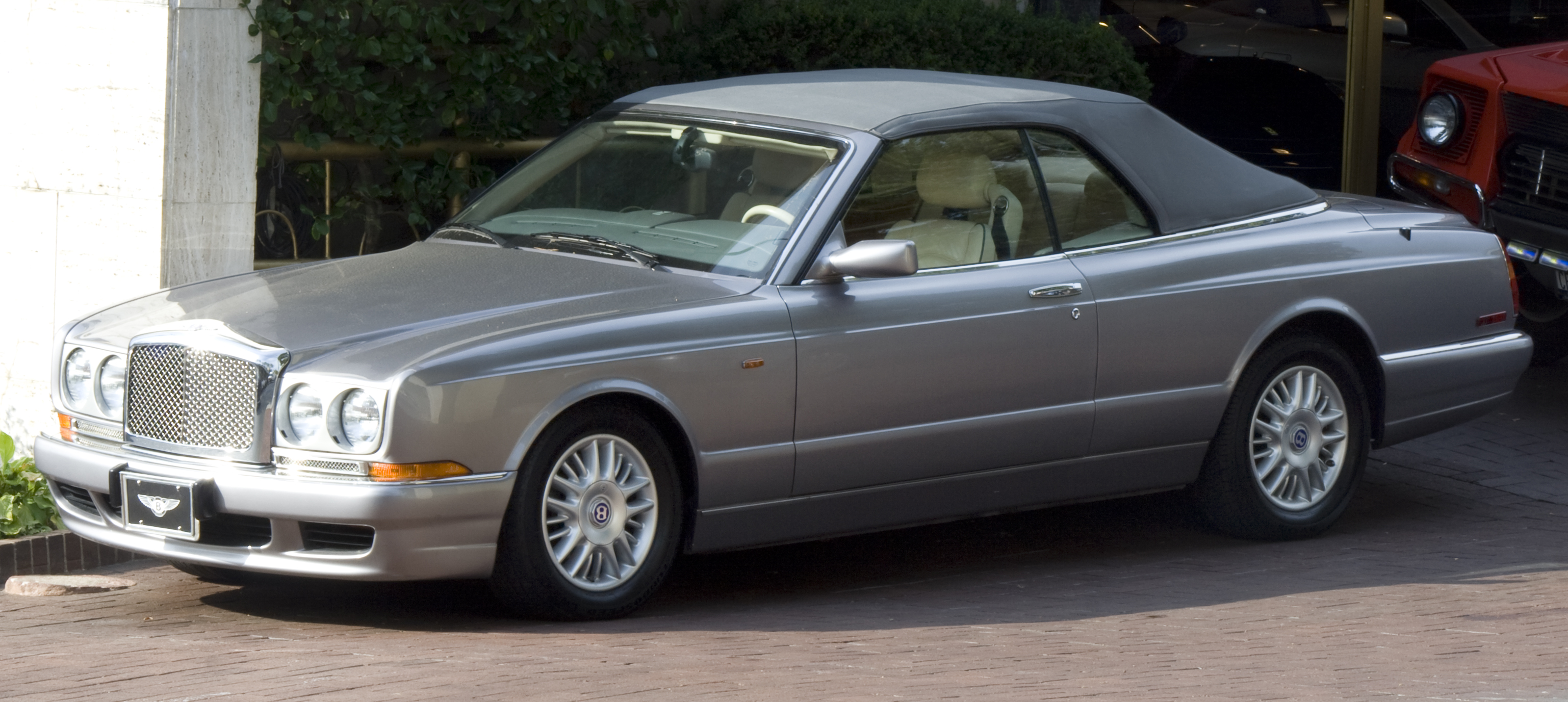
Modèle de 1998.

+1087

### Azure Le Mans
+4

### Azure Mulliner
+155

### Azure Final Series Luxury
+3

### Azure Final Series Performance
+62

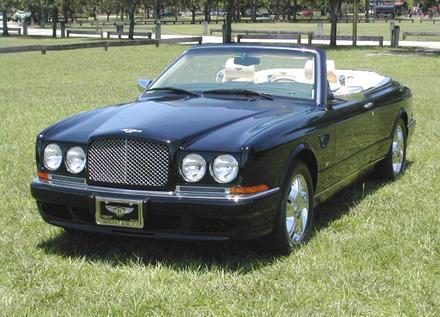
Azure Final SP.

Plusieurs personnalités ont possédé une Azure dont JCVD.
Une Azure grise fait une apparition remarquée dans le clip de Rollin' de Limp Bizkit.  

## Deuxième génération (2006–2010)
La Bentley Arnage qui a succédé à la Bentley Mulsanne est déclinée en cabriolet Azure en 2006, il n'est produit que pendant quatre ans.

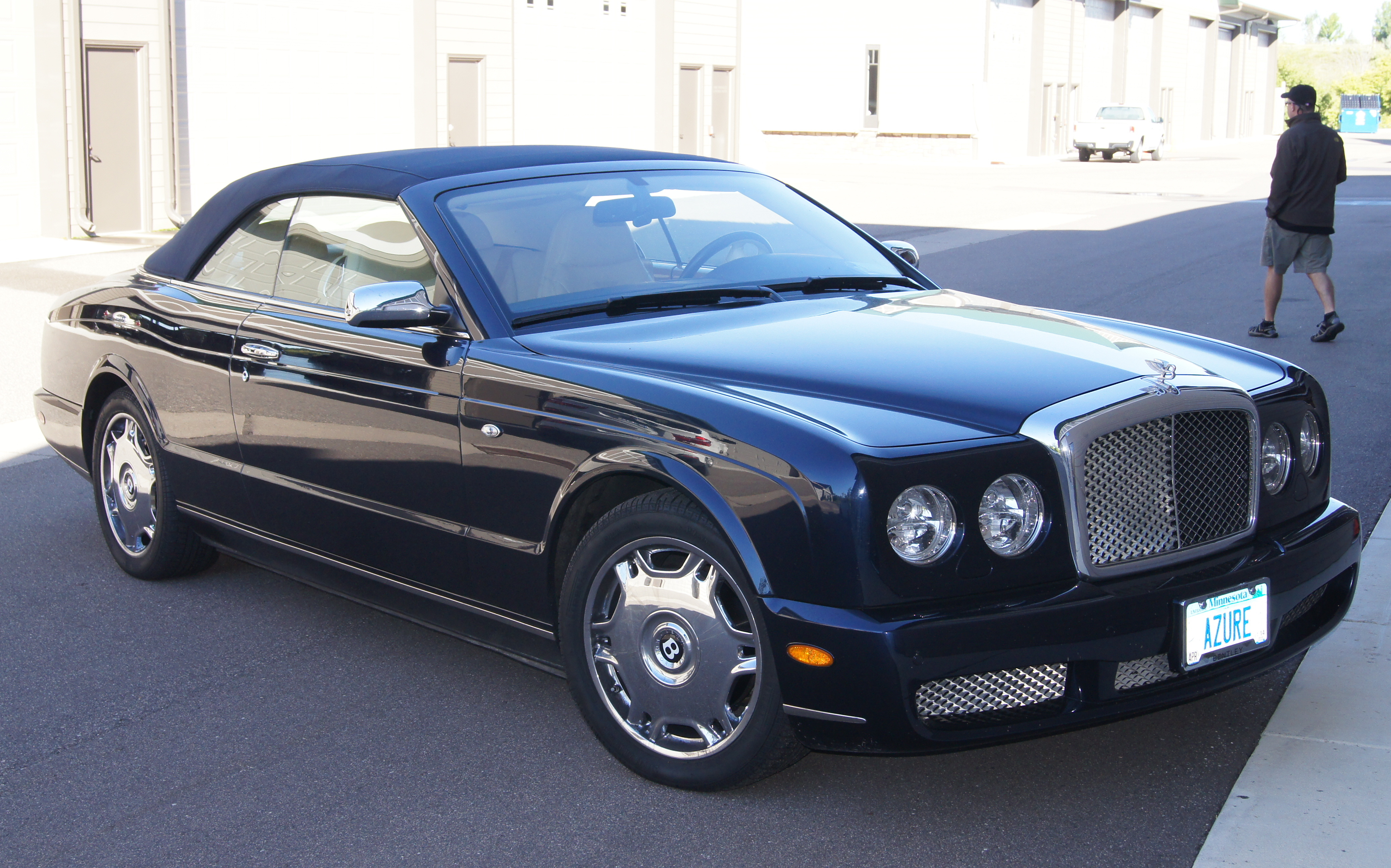
Vue de 3/4 avant.
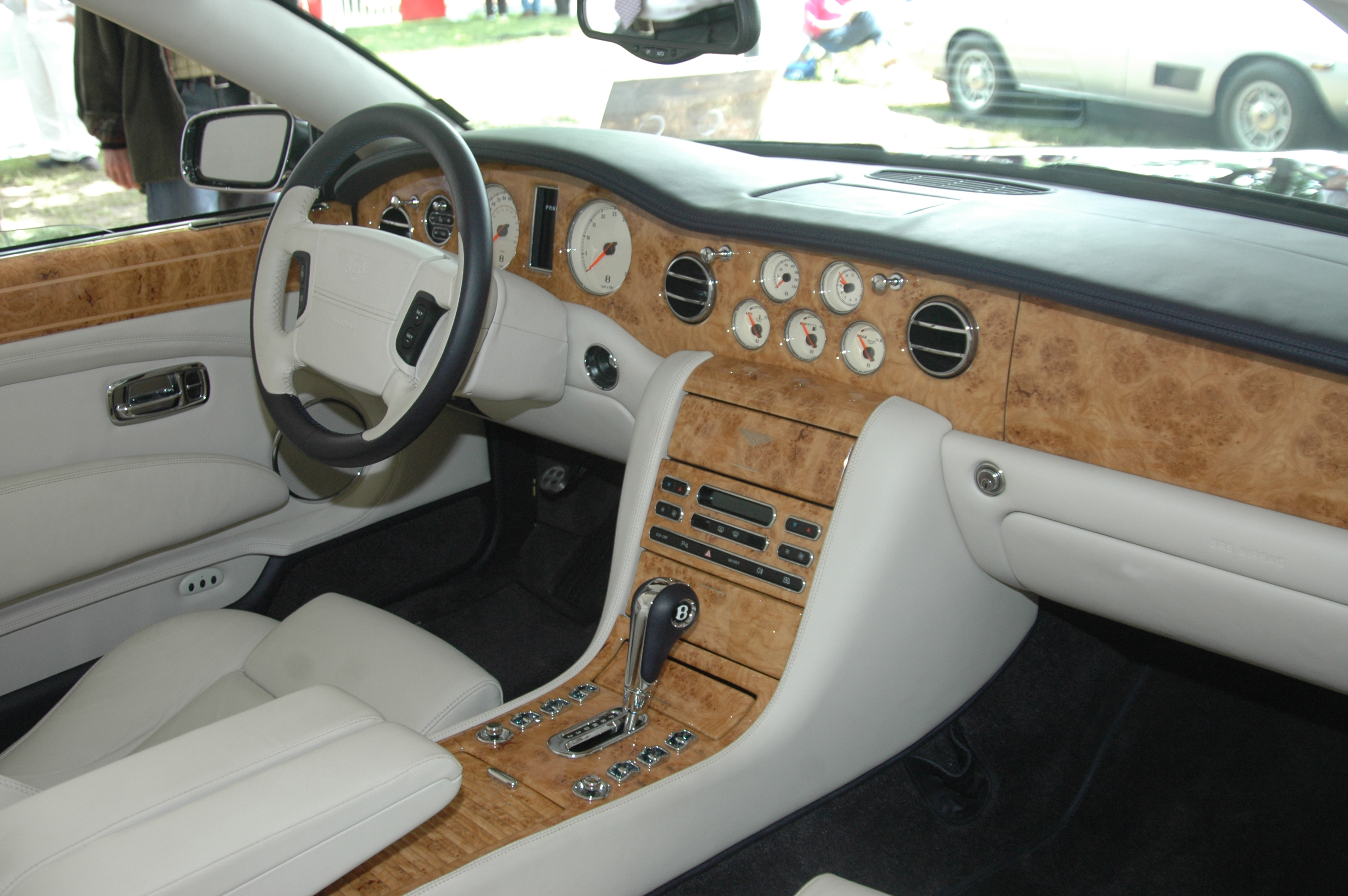
L'intérieur de l'Azure.
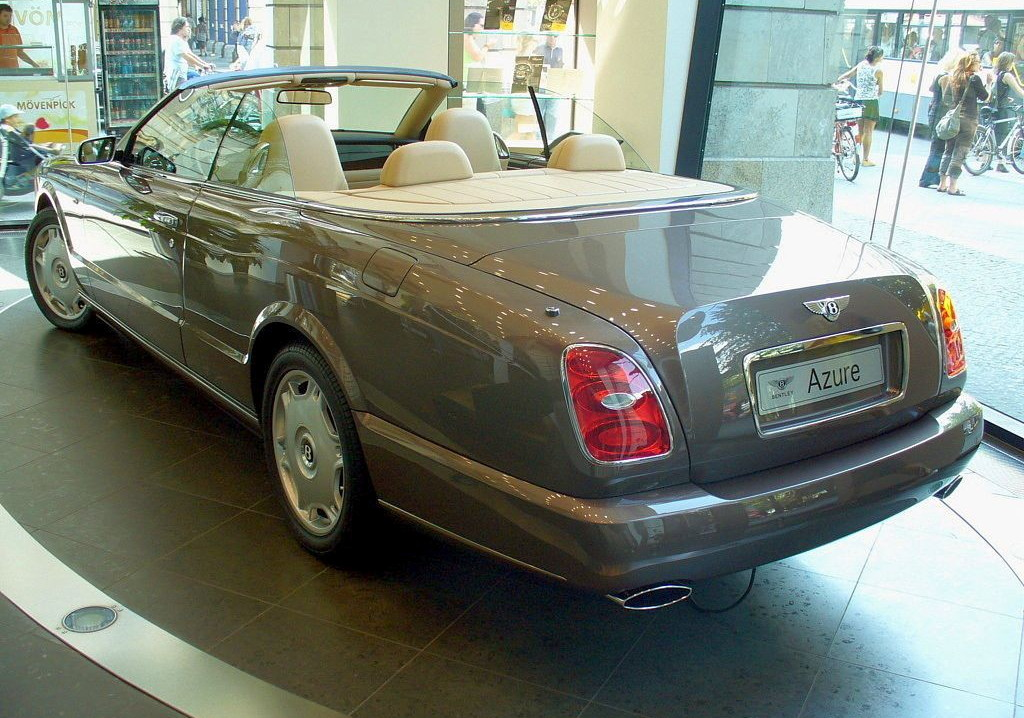
Vue de 3/4 arrière.

### Azure T (2009-2010)
En 2008, Bentley présente l'Azure T au salon auto de Los Angeles en 2008, c'est une série limitée à 80 exemplaires, dont 23 en RHD.